# 維利內 (法斯蒂夫區)
50°12′50″N 29°46′39″E / 50.21389°N 29.77750°E
維利內（烏克蘭語：Вільне）是位於烏克蘭北部的村莊，由基辅州法斯蒂夫區的托馬希夫卡市鎮負責管轄。該村始建於1636年，面積0.3平方公里，海拔高度166米，2001年該村落人口759。